# آلسیو آنتونینی
آلسیو آنتونینی (ایتالیایی: Alessio Antonini؛ زادهٔ ۷ ژوئن ۱۹۴۹) دوچرخه‌سوار اهل ایتالیا است. وی در مسابقات تور دو فرانس شرکت کرده است.